# Abfall-Zwischenlager Brunsbüttel
Das Abfall-Zwischenlager Brunsbüttel (AZT; ehemals Lager für schwach- und mittelradioaktive Abfälle (LasmA)) ist ein Lager für schwach- und mittelradioaktive Abfälle am Standort des Kernkraftwerks Brunsbüttel.

## Geschichte
Der Baubeginn des Lagers erfolgte am 6. September 2018. Die bereits 2014 beantragte Genehmigung für den Umgang mit radioaktiven Stoffen wurde am 8. März 2023 erteilt und gilt für vorerst 40 Jahre.  Die Inbetriebnahme erfolgte  2024. Nach der Inbetriebnahme ging das Lager im September 2024 an die BGZ Gesellschaft für Zwischenlagerung als Betreibergesellschaft über.

## Daten
Das Lager ist etwa 116 m lang, 48 m breit und 16 m hoch, bietet Platz für etwa 2500 Behälter und ist für ein Aktivitätsinventar von bis zu 1 × 1017 Bq genehmigt. Neben Abfällen aus dem Kernkraftwerk Brunsbüttel dürfen auch Abfälle aus dem Kernkraftwerk Krümmel eingelagert werden. Die meisten Abfälle lagern derzeit in den so genannten Transportbereitstellungshallen TBH I und TBH II auf dem Anlagengelände des Kernkraftwerks Brunsbüttel.